# Cilibia (gmina)
Cilibia – gmina w Rumunii, w okręgu Buzău. Obejmuje miejscowości Cilibia, Gara Cilibia, Mânzu, Movila Oii i Poșta. W 2011 roku liczyła 1864 mieszkańców.